# Mexican International Challenge
Die Mexican International Challenge ist im Badminton eine offene internationale Meisterschaft von Mexiko. Sie wurde erstmals 2021 ausgetragen.

## Turniergewinner
| Saison | Herreneinzel          | Dameneinzel      | Herrendoppel                      | Damendoppel                       | Mixed                                          |
| ------ | --------------------- | ---------------- | --------------------------------- | --------------------------------- | ---------------------------------------------- |
| 2021   | Luís Enrique Peñalver | Beatriz Corrales | Job Castillo Luis Montoya         | Clara Azurmendi Beatriz Corrales  | Vinson Chiu Jennie Gai                         |
| 2022   | Minoru Koga           | Riko Gunji       | Shuntaro Mezaki Haruya Nishida    | Rui Hirokami Yuna Kato            | Naoki Yamada Moe Ikeuchi                       |
| 2023   | Jan Louda             | Manami Suizu     | Daniel Lundgaard Mads Vestergaard | Sayaka Hobara Yui Suizu           | Vinson Chiu Jennie Gai                         |
| 2024   | Ryoma Muramoto        | Ishika Jaiswal   | Seiya Inoue Haruki Kawabe         | Polina Buhrova Yevheniia Kantemyr | Luis Montoya Miriam Jacqueline Rodriguez Perez |
| 2025   | Mark Shelley Alcala   | Sakura Masuki    | Kenta Matsukawa Haruki Kawabe     | Anna Iwaki Mai Yairo              | Akira Koga Yuho Imai                           |